# DDC Mlimani Park Orchestra
La DDC Mlimani Park Orchestra (o semplicemente Mlimani Park) è stata una delle principali orchestre di musica dansi della Tanzania. Fu fondata nel 1978 da un gruppo di musicisti che provenivano dalla NUTA Jazz Band e che in seguito rimasero sempre fra gli artisti di spicco del panorama dansi: Muhiddin Maalim, Hassani Bitchuka e Abel Balthazar; a loro si unì Michael Enoch, già leader di un'altra storica orchestra dansi, la Dar es Salaam Jazz Band. Negli anni ottanta, la Mlimani Park dominò la scena dansi, producendo una lunga sequenza di brani di grande successo, composti principalmente da Bitchuka, Cosmas Chidumule e Shaaban Dede. Rispetto a formazioni emergenti come Vijana Jazz, che in quegli anni introducevano novità come la strumentazione elettronica, la Mlimani Park rappresentava la tradizione. Il suo motto, ngoma ya ukae ("il ballo che non vorrai cambiare"), la metteva volutamente in contrapposizione con i gruppi come Orchestra Maquis Original, che cambiavano frequentemente il proprio stile (mtindo nel gergo dansi). In effetti, tutta la produzione di Mlimani Park è basata su un unico mtindo, chiamato sikinde e legato alla tradizione dei balli rituali (ngoma).

## Discografia
- Sikinde (raccolta di successi, Africassette 9402)
- Sungi (Popular African Music 403)